# 一井貞政
一井 貞政（いちのい さだまさ）は、鎌倉時代後期から南北朝時代の武将。

## 生涯
新田氏の一族である堀口家貞の次子。名字の一井は上野国新田郡新田荘内の一井郷（現太田市新田市野井）を領したことに由来する。元弘3年（1333年）5月、惣領家の新田義貞の挙兵に従い、鎌倉攻めに加わる。『太平記』には義貞の挙兵に参集した新田一族の中に堀口貞満の舎弟四郎行義の名がみえ、この行義が貞政のことと考えられる。
後醍醐天皇の建武の新政では、武者所一番頭人新田義顕のもとで寄人になっている（『建武記』）。新田一門の中では堀口貞義（武者所二番頭人）、江田行義（三番頭人）、脇屋義治（五番頭人）らに次ぐ高い地位を占めていたと考えられる。
新田義貞は建武政権下で上野・越後・播磨の守護に任ぜられたが、貞政はこのうち越後の守護代を務めたとされる。建武2年（1335年）に越後国内の武士に対して軍勢催促状を発していることから、貞政は義貞の持つ越後守護としての権限を代行していたと思われる。
建武政権崩壊後は義貞に伴い北陸に移り、越前金ヶ崎城に拠った。しかし同城は足利方の斯波高経、高師泰らの大軍に包囲されて孤立し、延元2年/建武4年（1337年）3月6日、尊良親王、新田義顕、そして子息・政家と共に自害した。